# Karel Michal
Karel Michal, vlastním jménem Pavel Buksa (28. prosince 1932 Praha – 30. června 1984 Basilej) byl český spisovatel, scenárista a dramatik.

## Životopis
Pavel Buksa se narodil v Praze do rodiny lékaře. Po maturitě na vinohradském gymnáziu se rozhodl studovat Lékařskou fakultu Univerzity Karlovy. Vzhledem k jeho buržoaznímu původu mu doba po Únoru 1948 nepřála a nebyl přijat. Odešel do Ostravy. Zde se živil jako zednický přidavač, pracoval v kovovýrobě a také jako geometr u správy dolů. V roce 1953 byl přijat na Lékařskou fakultu Univerzity Karlovy, ale po sedmi semestrech školu opustil. V letech 1957 – 1959 vykonával základní vojenskou službu. Po návratu „do civilu“ pracoval jako správce jízdárny, správce přístavu, dlaždič nebo jako pomocný dělník.
První povídka Plivník dlaždiče Housky mu vyšla v měsíčníku Plamen v roce 1959. Začal přispívat také do týdeníku Nové knihy a do časopisu Host do domu. Postupné uvolňování politického režimu na počátku šedesátých let mu umožnilo pracovat jako dramaturg Filmového studia Barrandov. V Literárních novinách pracoval jako literární kritik. Byl pověstný rázností, ironií i satirou, které používal při psaní recenzí, esejí i v reportážích.
Byl členem Svazu československých spisovatelů a Svazu československých filmových umělců.
V druhé polovině šedesátých let se rozvedl. Záhy po srpnu 1968 odešel s básnířkou Violou Fischerovou do exilu. Emigroval do Švýcarska a usadil se s budoucí ženou v Basileji. Pracoval jako noční strážný u bezpečnostní agentury. Od roku 1969 učil na soukromém gymnáziu latinu, historii a řečtinu. Snažil se založit produkční společnost, ale neuspěl. V sedmdesátých letech dvacátého století začal pracovat v nakladatelství Index. Stal se členem Svazu švýcarských spisovatelů.
Svou emigraci snášel poměrně těžko, nikdy však neuvažoval o návratu do komunistického Československa. Neuměl se sžít s mentalitou Švýcarů, neuspokojovalo ho povolání učitele. Poslední roky podlehl i tvůrčí krizi, cítil se zbytečný. Krátký čas žili s manželkou na ostrově Elba.
Rozporuplnou osobnost manžela Pavla Baksy charakterizovala jeho žena:
| „ | Byl to od pohledu srandista, vtipálek a frajer, a přitom plachá duše z papíru. | “ |

Přítel Vladimír Karfík, jenž ho ve Švýcarsku navštívil, vzpomínal:
| „ | … ten vysoký statný chlap se zmenšil, jako by se nějak sesul do sebe, pohyby měl nejisté a šel na mě z té postavy, jež jako by se hroutila pod neviditelným břemenem, podivný smutek. | “ |

Konec svého života prožil v Basileji. Zde 30. června 1984 spáchal sebevraždu. Viola Fischerová, manželka, pro něj po jeho smrti napsala sbírku básní „Zádušní básně za Pavla Buksu“.
Ostatky spisovatele Karla Michala byly v roce 2008 převezeny do Čech a 12. října téhož roku uloženy na zbraslavském Havlíně. Zbraslavský hřbitov č. 1151.

## Tvorba
V roce 1960 debutoval krátkými prózami (Elegie, Rapsodie, Tragedie) v časopisu Plamen. Přispíval do periodik Host do domu a Literárních novin. V roce 1961 vydalo Naše vojsko detektivní novelu Krok stranou. Pojetí detektivního příběhu bylo na svou dobu neobvyklé. Autor postavil na první místo morálku, o níž polemizoval s využitím ironizující satiry. Mladý pracovník Veřejné bezpečnosti v knize vypráví o případu s pašovanými hodinkami a obrazy starých mistrů. První vydání bylo záhy vyprodáno. Kniha byla úspěšná a autor se zapsal do povědomí čtenářů. Také kritiky, jako byli Milan Jungmann v Literárních novinách nebo Oleg Sus byla kniha přijata kladně, „jako obroda“ českého detektivního žánru.
V roce 1962 vydalo nakladatelstvím Československý spisovatel sbírku groteskních povídek Bubáci pro všední den. Základ tvořily již časopisecky vydané povídky. Za knihu obdržel autor v roce 1962 nakladatelskou cenu Československého spisovatele. Čtenářský úspěch podtrhuje skutečnost, že česky byla vydána devětkrát. Také byla přeložena do řady evropských jazyků jako například do němčiny, angličtiny, polštiny nebo estonštiny. V roce 2010 vyšlo elektronické vydání této knihy.
Povídky jsou postaveny na setkání obyčejných lidí se strašidly nebo nadpřirozenými bytostmi a událostmi. Smysl a význam povídek je založen na skutečnosti, jak jednotlivé postavy obstojí při setkání s nadpřirozenými bytostmi jako je například Bílá paní, mluvící mrtvá kočka nebo duch. Běžní lidé, kterým je narušen jejich stereotypní život, většinou v těchto situacích neobstáli se ctí.
Povídka z této sbírky Bílá paní byla zfilmována v roce 1965 (scénář Karel Michal, režie Zdeněk Podskalský). Na základě stejné předlohy napsal Jaromír Ptáček v roce 1968 rozhlasovou hru Jak to bylo s Bílou paní .
Ve druhé polovině šedesátých let dvacátého století se autor začal věnovat také próze s historickou tematikou. Ta se také zásadně lišila od historické prózy té doby. V jeho pojetí byl člověk představován jako aktivní tvůrce dějin. Do pozadí se dostaly historické kulisy i „strhující děj“. Významná byla novela Čest a sláva, vydaná v roce 1966 v nakladatelství Naše vojsko. Děj se odehrává na chátrající tvrzi. Nadčasově pojatý hlavní hrdina, rytíř Václav Rynda z Loučky „donkichotsky“ svádí boj s pocity marnosti v životě a jistotu nalézá v mravních hodnotách a vlastní cti. Novela byla zfilmována v roce 1968 v režii Hynka Bočana.

### Detektivní próza
Autorovo pojetí detektivního příběhu nebylo ve své době obvyklé. Hlavním tématem knihy je morálka. Poselství knihy je založeno na vlastnostech hlavní postavy, která hájí spravedlnost a vychází z rozumu a logického myšlení obyčejného člověka.
- 1961 – Krok stranou
- 1967 – Gypsová dáma

### Historická próza
- 1966 – Čest a sláva

### Povídková tvorba
- 1962 – Bubáci pro všední den
- 1977 – Rodný kraj, soubor povídek který byl poprvé vydán v exilu. Sbírka obsahuje tři povídky s historickými tématy (Elegie, Rapsodie, Tragédie). Text s názvem Přemilí sousedé čerpá z prožitých let ve Švýcarsku.[4]

### Publikované texty
- 1960 – časopis Plamen, povídky, Odvaha soudruha Krapka, Pohled z přízemí
- 1977 – sympozium Disidence a literatura, benátské Bienále, Možnost volit

### Divadelní hry
- 1967 – Tak to na světě chodí, hra nebyla dokončena
- 1991 – My, občané mélští, vydáno knižně, překlad Viola Fischerová[11] (na motivy Thukydidova Mélského dialogu)

V literární pozůstalosti zůstalo množství poznámek, skic, nápadů i fragmentů rukopisů, které nikdy nebyly vytištěny. Zachovala se také nevydaná kniha s Ach synku, synku, asi sto dvacet stran, která měla být „oslavou počestnosti“ českého četnictva.
V roce 2001 vydalo Nakladatelství Lidové noviny v edici Česká knižnice knihu Karel Michal, Soubor díla.